# Hastra
Die Hannover-Braunschweigische Stromversorgungs AG, kurz HASTRA, war ein regionales Energieversorgungsunternehmen mit Versorgungsgebiet im Nordosten Niedersachsens.

## Geschichte

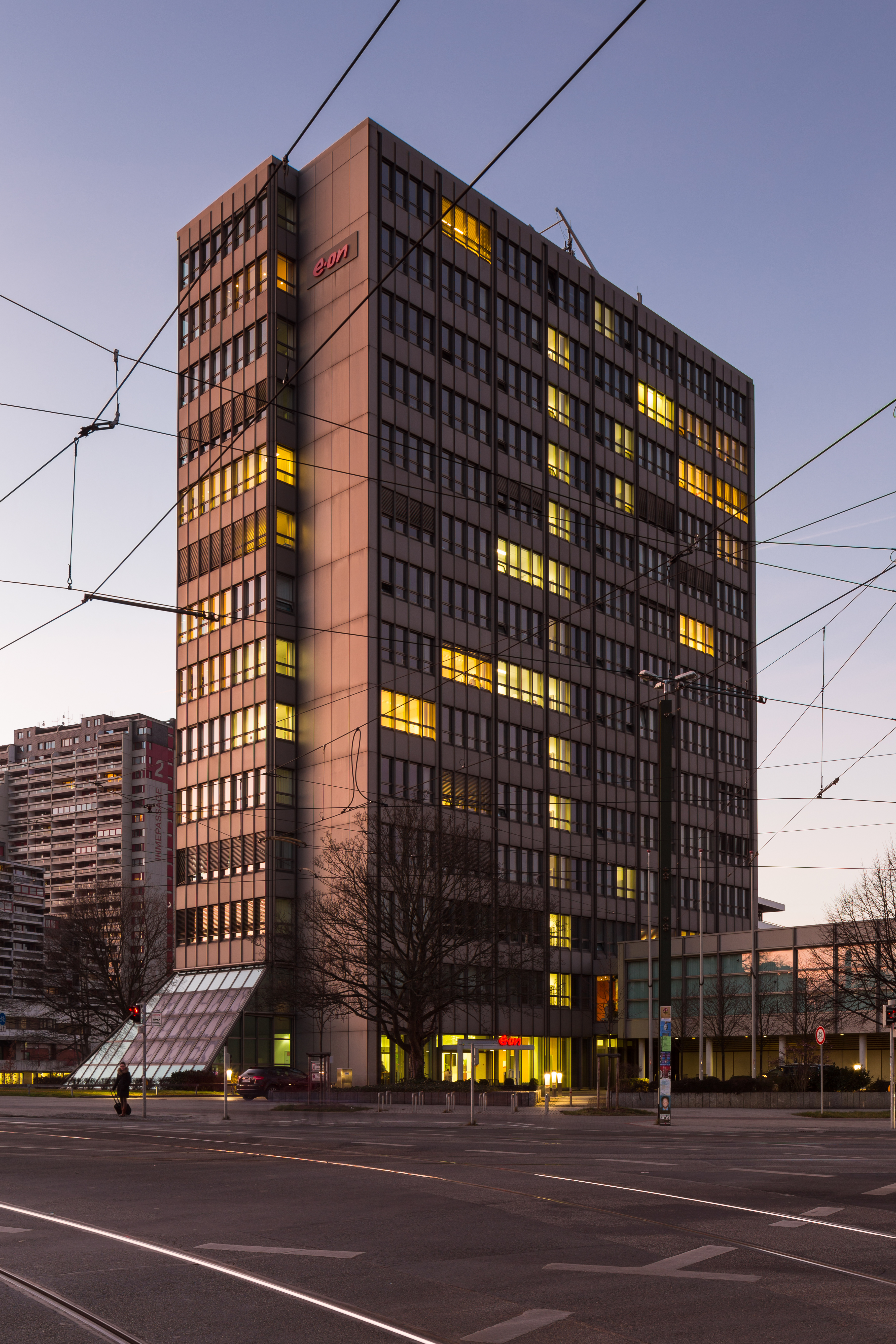
Das Hastra-Hochhaus an der Humboldtstraße Ecke Gustav-Bratke-Allee, später Sitz von E.ON
im Hintergrund das Ihmezentrum

Das Unternehmen wurde 1929 als Tochter der Preußischen Elektrizitäts AG (57,49 % Anteil), verschiedener niedersächsischer Städte und Landkreise (Celle, Diepholz, Goslar, Hannover, Helmstedt, Hildesheim, Lüchow-Dannenberg, Lüneburg, Nienburg/Weser, Northeim, Soltau-Fallingbostel, Wolfenbüttel) sowie der Braunschweiger Versorgungs-AG gegründet. 
Die Hastra versorgte das Gebiet der beteiligten Kreise und Städte – insgesamt etwa ein Drittel Niedersachsens – mit Strom. Sie betrieb selbst aber nur in geringem Umfang Kraftwerke, sondern bezog den Strom von der PreussenElektra und der Überland-Zentrale Helmstedt AG (ÜZH). 
1960 wurde nach Plänen der Architekten Otto Dellemann, Georg Seewald und Gustav Wulff die neue Hastra-Verwaltung an der Humboldtstraße errichtet.
Im Jahr 1999 fusionierte die Hastra mit Energieversorgung Magdeburg AG (EVM), Ferngas Salzgitter AG (FSG), Landesgasversorgung Niedersachsen AG (Landesgas) und ÜZH zur Avacon AG, die im Juni 2005 zur E.ON Avacon AG umfirmierte. 

## Hastra-Museum
Ab 1979 stellte die Hastra in Hannover eine Sammlung von historischen Elektrogeräten öffentlich aus. Hieraus wuchs über die Jahre das Elektro-Technische Museum der Hastra, aus dem später das von der Avacon AG getragene Museum für Energiegeschichte(n) wurde. Mit mehr als 1.000 Exponaten wurde dort die Geschichte der elektrischen Energietechnik dargestellt. Aus Kostengründen wurde das Museum im Frühjahr 2021 geschlossen.